# Hinder
Hinder — американская рок-группа из Оклахомы, сформированная в 2001 году барабанщиком Коди Хэнсоном, гитаристом Джои Гэрвеем и вокалистом Остином Винклером. Группа является членом «Оклахомского музыкального музея славы» (англ. Oklahoma Music Hall of Fame) с 2007 года. По мнению американских критиков[каких?], Hinder, как и Chevelle, Buckcherry и Papa Roach, является одной из ярчайших примеров групп так называемого — «нового старого рока», и принадлежит к волне музыкантов, которые возрождают изначальное понятие «рок-группа»

## История группы
До создания группы Винклер (родился 25 октября 1981 г.) играл в кавер-группе. Он писал свои собственные песни, но группа отказалась играть их. Затем он формирует группу Hinder с Коди Хэнсоном. Вместе они пишут и исполняют песню «Lips of an Angel», которая в Billboard Hot 100 поднимается на 3 строчку. Остин продолжает писать основную массу треков вместе с Коди.
В апреле 2003 года, ещё до того группа стала популярной, группа приняла участие в конкурсе на радиостанции KHBZ-FM (94.7). Они вышли в финал вместе с четырьмя группами из тридцати двух, но в конечном счёте проиграли OKC группе Falcon Five-O.
Они выпустили свой первый альбом под названием Far from Close в 2003 году под независимым лейблом Brickden Records. Альбом был выпущен в размере 5000 экземпляров. Три участника группы стали работать над новым материалом, чтобы в 2004 году выпустить снова независимый альбом. Их деятельность начала привлекать некоторые звукозаписывающие студии.
Дебютный альбом Hinder — Extreme Behavior, вышедший в сентябре 2005, достиг платинового статуса за считанные недели, во многом благодаря успехам синглов — «Get Stoned» и «Lips of an angel». Очередным релизом группы стала песня «How Long». К данному моменту альбом «Extreme Behavior» достиг статуса трижды платинового.
4 ноября 2008 года группа выпускает свой второй альбом Take It To The Limit, записанный под руководством Brian Howes — это тот же продюсер, что записал «Extreme Behavior». 15 июля на всех ведущих радиостанциях Америки началась трансляция песни Use Me, которая добралась до #3 в US Mainstream Rock Tracks. В России песня появилась в эфире радиостанции Ultra в августе. Вторым синглом стала песня Without You.
В 2013 году, Винклер покинул группу по личным причинам во время национального турне. Hinder продолжали гастролировать с гостевыми вокалистами, в том числе Jared Weeks с Saving Abel. «Я очень горжусь тем, что мы сделали за эти годы», говорит барабанщик (также автор песен / продюсер) Hinder Коди Хансон. «Мы не несем никакой враждебности по отношению к Остину, и желаем ему всего наилучшего. Хотя это было трудным решением, это было лучшее решение для всех участников и момент для нас, чтобы двигаться дальше». «Этими летом / осенью тур был жестким. Мы хотим поблагодарить болельщиков за всю их поддержку! Мы очень рады за будущее и не можем дождаться того, чтобы разделить следующую главу вместе со всеми вами!» Имя нового вокалиста будет оглашено со временем.

## Текущий состав
- Marschal Datton : Вокал
- Joe «Blower» Garvey : Гитара
- Mark King : Гитара
- Mike Rodden : Бас-гитара
- Cody Hanson : Барабаны

## Турне
- Extreme Behavior Tour
- Girls Gone Wild Tour (с Rev Theory)
- Bad Boys Of Rock Tour (с Buckcherry, Papa Roach, Rev Theory)
- 2008 Summer Tour (с 3 Doors Down)
- Jagermeister Music Tour (с Trapt и Rev Theory)
- Take It To The Limit Winter Tour (часть турне Saints Of Los Angeles Tour групп Mötley Crüe, Theory of a Deadman и The Last Vegas)
- Take It To The Limit Spring Tour (с Theory Of A Deadman, Black Stone Cherry и The Veer Union)
- Take It To The Limit Summer Tour (часть турне Dark Horse Tour групп Nickelback,Seether, Papa Roach и Saving Abel)

## Дискография

### Студийные альбомы
| Год                       | Альбом                                                                          | Позиция | Позиция | Позиция | Позиция | Позиция | Позиция | Позиция | Продажи (sales threshold) |
| Год                       | Альбом                                                                          | US      | US Rock | US Heat | CAN     | UK      | AUS     | NZ      | Продажи (sales threshold) |
| ------------------------- | ------------------------------------------------------------------------------- | ------- | ------- | ------- | ------- | ------- | ------- | ------- | ------------------------- |
| 2003                      | Far from Close - Релиз: 2003 - Лейбл: Brickden Records                          | -       | -       | -       | —       | -       | -       | -       | - US: 5000+ - CAN         |
| 2005                      | Extreme Behavior - Лейбл: Universal Motown Group                                | 6       | 2       | 1       | —       | 168     | 1       | 9       | - CAN: Platinum           |
| 2008                      | Take It to the Limit - Лейбл: Universal Motown Group                            | 4       | 3       | —       | 11      | —       | 44      | —       | - US: Gold                |
| 2010                      | All American Nightmare - Лейбл: Universal Motown Group                          |         |         |         |         |         |         |         |                           |
| 2012                      | Welcome To The Freakshow - Релиз: 4 декабря 2012 года - Лейбл: Republic Records |         |         |         |         |         |         |         |                           |
| 2015                      | When The Smoke Clears - Релиз: 12 мая 2015 года - Лейбл: The End Records        |         |         |         |         |         |         |         |                           |
| 2025                      | Back To Life - Релиз: 23 мая 2025 года - Лейбл: Evil Teen Records               |         |         |         |         |         |         |         |                           |
| «—» альбом не был в чарте |                                                                                 |         |         |         |         |         |         |         |                           |

### Синглы
| Год                                                                    | Название                 | Позиция | Позиция         | Позиция        | Позиция    | Позиция | Позиция | Позиция | Позиция | Продажи     | Альбом                |
| Год                                                                    | Название                 | U.S.    | U.S. Main. Rock | U.S. Mod. Rock | US Pop 100 | CAN     | AUS     | NZ      | UK      | Продажи     | Альбом                |
| ---------------------------------------------------------------------- | ------------------------ | ------- | --------------- | -------------- | ---------- | ------- | ------- | ------- | ------- | ----------- | --------------------- |
| 2005                                                                   | «Get Stoned»             | 104     | 4               | 37             | —          | —       | —       | —       | 138     | Gold        | Extreme Behavior      |
| 2006                                                                   | «Lips of an Angel»       | 3       | 3               | 8              | 1          | 1       | 1       | 1       | —       | 4х Platinum | Extreme Behavior      |
| 2006                                                                   | «How Long»               | —       | 6               | —              | —          | —       | —       | —       | —       | —           | Extreme Behavior      |
| 2007                                                                   | «Better Than Me»         | 31      | 16              | 37             | 21         | 16      | 11      | 16      | —       | —           | Extreme Behavior      |
| 2007                                                                   | «Homecoming Queen»       | —       | 16              | —              | —          | 100     | —       | —       | —       | —           | Extreme Behavior      |
| 2008                                                                   | «Use Me»                 | 102     | 3               | 25             | 96         | 79      | —       | —       | —       | —           | Take It to the Limit  |
| 2008                                                                   | «Without You»            | 85      | 32              | —              | 45         | 94      | —       | —       | —       | —           | Take It to the Limit  |
| 2009                                                                   | «Up All Night»           | —       | 16              | —              | —          | —       | —       | —       | —       | —           | Take It to the Limit  |
| 2009                                                                   | «Loaded and Alone»       | —       | 37              | —              | —          | —       | —       | —       | —       | —           | Take It to the Limit  |
| 2010                                                                   | «All American Nightmare» | —       | 10              | —              | —          | —       | —       | —       | —       | —           |                       |
| 2014                                                                   | «Hit The Ground»         |         |                 |                |            |         |         |         |         |             | When The Smoke Clears |
| 2015                                                                   | «Intoxicated»            |         |                 |                |            |         |         |         |         |             | When The Smoke Clears |
| «—» песня проигнорировала чарты, либо не была выпущена в данной стране |                          |         |                 |                |            |         |         |         |         |             |                       |